# Scarpe da barca

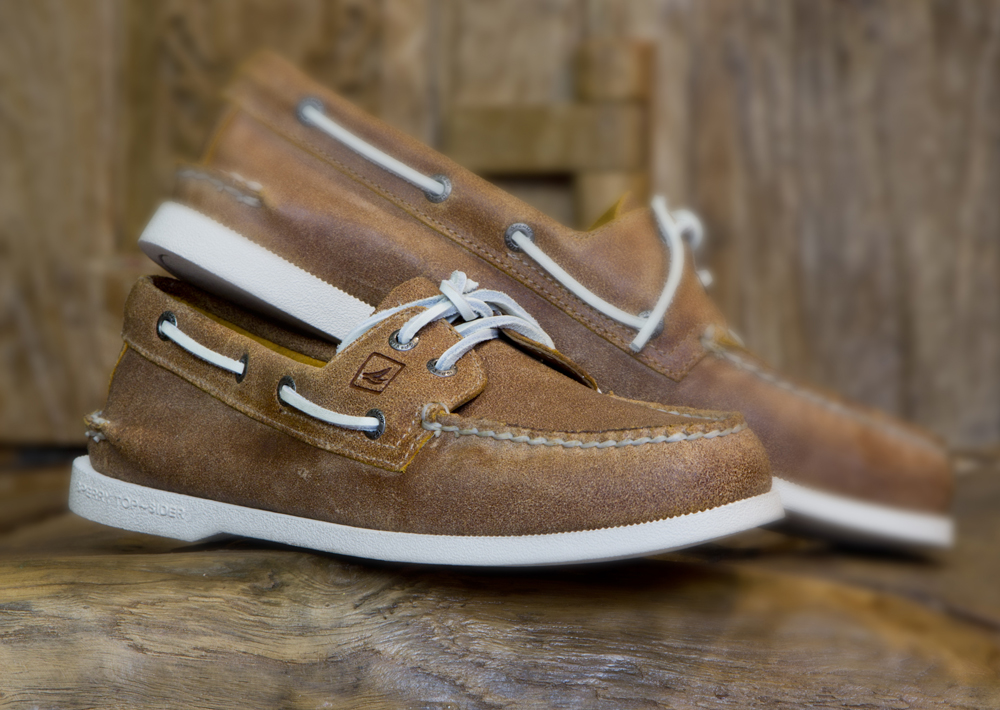

Le scarpe da barca o da vela sono delle calzature, in tela o cuoio lamellato e con suole in gomma antiscivolo, da usare sulle imbarcazioni. Si indossano in genere senza calze e sono unisex.

## Storia
Le scarpe da barca risalgono al 1935 e sono opera di Paul A. Sperry, inventore e fondatore della Sperry Top-Sider. Prendendo spunto dal suo cane che correva sul ghiaccio senza scivolare, Sperry modificò la suola delle sue scarpe con un coltello per fare in modo che aderissero alle superfici lisce delle imbarcazioni.